# Termitococcus
Termitococcus är ett släkte av insekter. Termitococcus ingår i familjen pärlsköldlöss.
Kladogram enligt Catalogue of Life:
| Termitococcus | \| \| Termitococcus aster \| \| \| \| \| \| Termitococcus carratoi \| \| \| \| |
|               | \| \| Termitococcus aster \| \| \| \| \| \| Termitococcus carratoi \| \| \| \| |
|               | Termitococcus aster                                                            |
|               |                                                                                |
|               | Termitococcus carratoi                                                         |
|               |                                                                                |